# Antonio Garrido
Antonio Garrido Cánora (Madrid, 2 febbraio 1944) è un golfista spagnolo.
Anche suo figlio Ignacio è un golfista professionista.

## Carriera
Giocò nell'European Tour dalla prima edizione del 1972 al 1986, vincendo 5 tornei, fra cui il primo torneo in assoluto del Tour, l'Open di Spagna del 1972. Insieme a Seve Ballesteros vinse la Coppa del Mondo 1977 per la Spagna. Partecipò alla Ryder Cup 1979, la prima a cui potevano accedere giocatori da tutta l'Europa. Nell'European Senior Tour ha ottenuto due vittorie.